# Aphomia sociella
Espèce
Aphomia sociella, la Pyrale du Bourdon ou Fausse-teigne des bourdons, est une espèce de lépidoptères (papillons) de la famille des Pyralidae et de la sous-famille des Galleriinae.

## Habitat

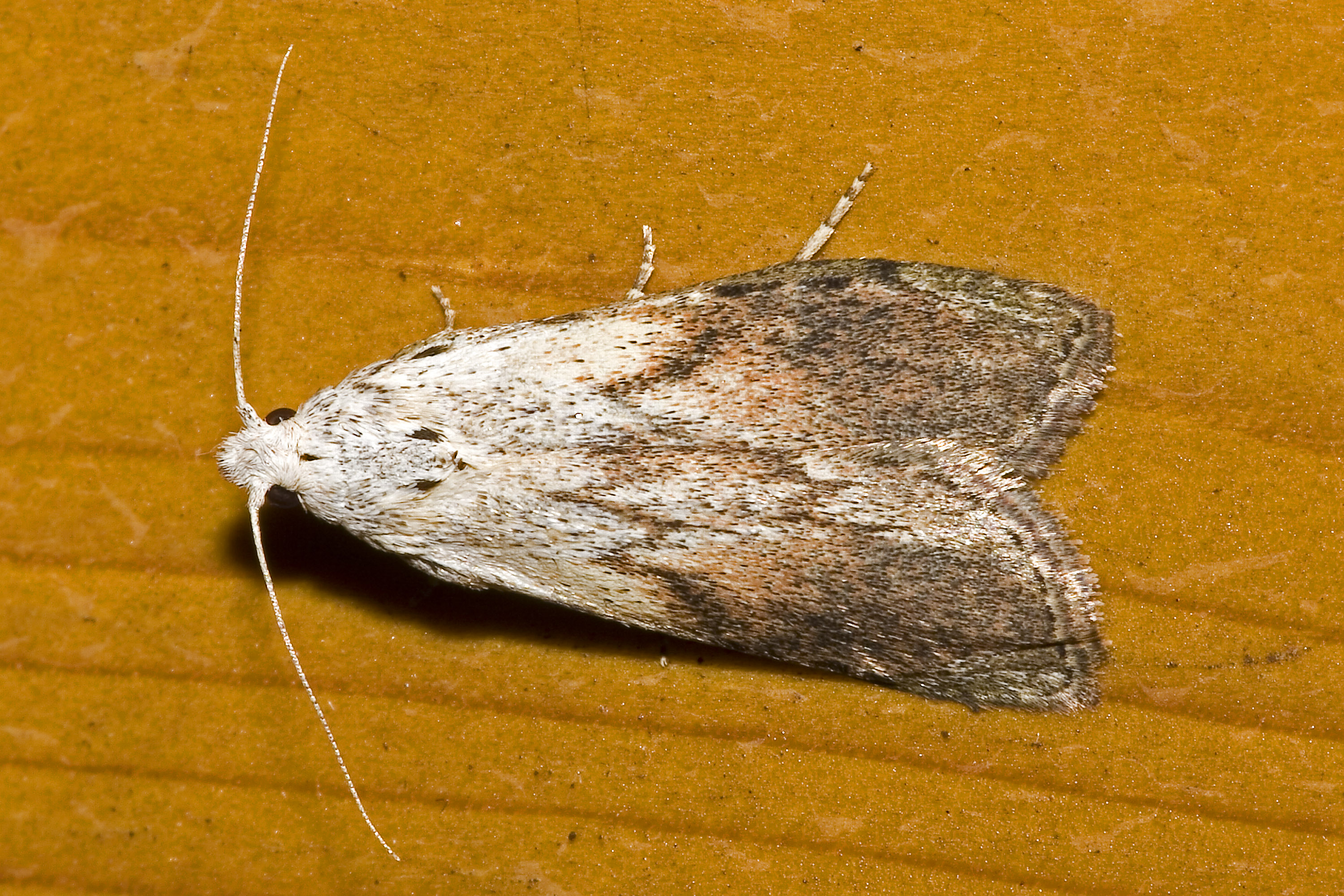
Aphomia sociella

Haies et jardins.

## Biologie
Vol de avril à août en une longue génération.

## Chenilles
Les chenilles se développent dans les nids des bourdons et des guêpes où elles dévorent les vieilles cellules et les débris.